# Dominik Susteck
Dominik Susteck (* 3. Oktober 1977 in Bochum) ist Organist und Komponist.

## Biographie
Susteck studierte 1998 bis 2005 Kirchenmusik, Musiktheorie, Komposition und Orgel an der Folkwang-Hochschule in Essen sowie an den Musikhochschulen in Köln und Saarbrücken. Er machte das 2. Staatsexamen für Schulmusik am Studienseminar Wuppertal und unterrichtete zwei Jahre als Lehrer an einem Gymnasium in Overath. Von 2002 bis 2007 unterrichtete er Musiktheorie und Orgel an der Bischöflichen Kirchenmusikschule in Essen, 2006 als Lehrauftrag auch an der Folkwang-Hochschule. Von 2009 bis 2012 war er Lehrbeauftragter für Musiktheorie an der Robert Schumann Hochschule Düsseldorf, 2010 auch an der Hochschule für Musik Franz Liszt Weimar, seit 2016 unterrichtet er an der Hochschule für Musik und Tanz Köln.
Susteck war von 2007 bis 2021 Komponist und Organist an der Kunst-Station Sankt Peter in Köln. Als Nachfolger von Peter Bares improvisierte er jeden ersten Sonntag im Monat ein Konzert an den Orgeln für Neue Musik. Anders als Bares, der sich an der Gregorianik orientiert, band Susteck neueste Techniken, die er unter anderem bei Nicolaus A. Huber in Essen kennengelernt hat, in seine Improvisationen ein. In der Nachfolge von Bares organisierte Susteck an Sankt Peter Konzerte Neuer Musik sowie 15 mal das jährlich stattfindende Festival für zeitgenössische Orgelmusik orgel-mixturen. Susteck führte unter anderem die jeweilige Auftragskomposition des Composers in Residence an Sankt Peter auf.
Als Interpret für Neue Musik spielte er unter anderem für den Saarländischen Rundfunk, den WDR und den Deutschlandfunk. Von 2021 bis 2025 war Susteck als Nachfolger von Paul Thissen Leiter des Fachbereichs Kirchenmusik im Erzbistum Paderborn.
Zum 1. Januar 2025 hat Susteck in der Nachfolge von Hans Martin Balz die Schriftleitung von Ars Organi übernommen.

## Tonträger
- Spiegelungen Orgelimprovisationen in St. Peter (Köln). 2008/2011.
- Geliehener Blick von Noriyuki Haraguchi – Orgelimprovisationen in St. Peter (Köln) 2008.
- La Noche Oscura – Dunkle Nacht. Orgelimprovisationen zu Texten von Juan de la Cruz. St. Peter (Köln) 2010.
- Karlheinz Stockhausen – Tierkreis WERGO 2011.
- Peter Bares – Orgelwerke St. Peter (Köln) 2012.
- Wolfgang Rihm – Orgelwerke WERGO 2012.
- Jörg Herchet – Komposition 1 Stück VIII Querstand 2013.
- György Ligeti – Volumina. Orgelwerke WERGO 2013.
- Adriana Hölszky – Wie ein gläsernes Meer, mit Feuer gemischt...Orgelwerke WERGO 2014.
- Gerhard Stäbler – Heiss! Orgelwerke WERGO 2015.
- Mauricio Kagel – Improvisation ajoutée WERGO 2016.
- Gabriel Iranyi – Wie man zum Stein spricht Querstand 2017.
- John Cage – Organ2/Aslsp, Toshio Hosokawa – Cloudscape, Sen IV. Frozen times. WERGO 2017.
- Hans-Joachim Hespos – batak / traces de..., sämtliche Orgelwerke sowie Werke für Cymbalom. Querstand 2019.
- Younghi Pagh-Paan und Isang Yun – Unterm Sternenlicht. Orgelwerke. Are 7025, 2020.
- Tobias Tobit Hagedorn – Standpunkte. Werke für Orgel und Elektronik. Are 7028, 2022.

Einspielungen eigener Werke:
- Zeitfiguren – Tobias Aehlig an den Orgeln des Paderborner Doms. Ambiente Audio 2017.
- Musical Callygraphy mit Zeichen für Orgel – Jun Hashimoto und Dominik Susteck an der Weimbs-Orgel der Doshisha High School Kyoto. label harp 2018.
- Raumgestalten – Angela Metzger, Orgel. Are 7024.
- Orgellabyrinth / Xenakis – Gmeeoorh – Maximilian Schnaus und Dominik Susteck, Orgel. Are 7029.

## Bücher
- Peter Bares. Komponist und Orgelvisionär. Verlag Dohr, Köln 2011. ISBN 978-3-936655-17-9
- Magier der Klänge. Der Organist und Komponist Zsigmond Szathmáry. Bärenreiter, Kassel 2013. ISBN 978-3-7618-2335-4
- Zeitgenössische Orgelmusik. Kölner orgel-mixturen 2005-2021. mit Elisabeth von Leliwa (Hg.) Are 2283, Köln 2021. ISBN 978-3-924522-83-4
- Knochenpfeifen und Krachlatte: Hans-Joachim Hespos und die Orgelmusik ab 1962. Köln 2023. Diss. ISBN 978-3-924522-90-2

## Aufsätze (Auswahl)
- Diese Orgeln haben etwas Offenes. In: Michael Gassmann: Werkzeuge der Stille II. Köln 2007, S. 22–25.
- Feuer und Musik. Ausstellungskatalog Karin Kneffel – Feuer. Köln 2008.
- Orgel-Mixturen 2007. In: Musica Sacra. Heft 2/2008 und Forum Kirchenmusik. 4/2008.
- Magier der Klänge. Zsigmond Szathmáry wird 70. In: Musik und Kirche. Kassel 2/2009.
- Klingende Architektur. Über die Struktur des Instruments Orgel und das Geheimnis ihres Zusammenklangs. In: NZfM. 5/2011.
- Zwischen zwei Welten. Die Orgelwerke Wolfgang Rihms. In: organ 2/2012.

## Kompositionen
- Stillste Stunde (2001) für Sopran, Flöte Klavier und Schlagzeug. Dohr 12623.
- Innenspur (2004) für Flöte, Oboe und Fagott. Bärenreiter 9317.
- Annäherungen (2008) für Ensemble.
- Windquadrate (2008) für Orgel.
- Gegenhören (2009) für Altblockflöte solo.
- Zwischenwelten (2010) für Blechbläsersextett und Orgel. ARE 2064.
- Farblichter (2011) für Orgel. Dohr 11424.
- Gegenklang (2011) für Streichquartett.
- Tiefenschichten (2012) für Violine und Orgel.
- Zwischenklänge (2013) für Orgel. Bärenreiter 11045.
- Spur – Kerbe (2013) für Schlagzeug und Orgel.
- Genesis (2014) für Stimme solo.
- Hören...Verstummen (2015) Messe basse für Sopran, Schlagzeug und Orgel.
- Moment E (2016) für großes Ensemble.
- Innenstimmen (2018) für Flöte und Orgel.
- Weltraumschrott (2020) für 29 Instrumente mit 8 Flügeln und Orgel / auch Fassung für Kammerorchester.

Orgelzyklen:
- Zeitfiguren (2014) für Orgel. Kompositionsauftrag für das Erzbistum Paderborn
- Zeichen (2016) für Orgel. Kompositionsauftrag für das Bistum Essen
- Raumgestalten (2018) für Orgel. Kompositionsauftrag des Deutschlandfunk
- Orgellabyrinth (2020) für Orgel. Kompositionsauftrag zum 50. Orgeljubiläum der Sophienkirche Berlin

## Preise
- 2000 Stipendium der Darmstädter Ferienkurse für Neue Musik
- 2000 Stipendium des Landes NRW zur Teilnahme an der Altenberger Orgelakademie
- 2002 Sieger beim Orchesterkompositionswettbewerb der Folkwang-Hochschule
- 2004 Dritter Preisträger beim Internationalen Orgelwettbewerb Musik im Kloster Saarn (Mülheim/Ruhr)
- 2004 Erster Preis beim Internationalen Kompositionswettbewerb Äolian Trio Composition Competition
- 2008 Erster Preis beim Internationalen Kompositionswettbewerb der Hanauer Kantorei
- 2008 Klaus-Martin-Ziegler-Preis, Kassel
- 2010 Erster Preis beim Internationalen Kompositionswettbewerb „orgel plus“ der Universität Mainz
- 2012 Gewinner des Kompositionswettbewerbs Zeitgenössische Geistliche Musik im Rahmen des Festivals Europäische Kirchenmusik mit seinem Werk „Zwischenklänge“
- 2013 Preisträger beim Deutschen Musikwettbewerb in Stuttgart
- 2013 Preis der Deutschen Schallplattenkritik Bestenliste 3/13 für die CD György Ligeti – Volumina – Orgelwerke. Zwei Etüden Harmonies & Coulée, Musica ricercata, Volumina, Sprachsignale (Wergo)
- 2014 Zweiter Preis beim Internationalen Orgelkompositionswettbewerb der Stadt Saarlouis (Erster Preis nicht vergeben).
- 2014 Preis der Deutschen Schallplattenkritik Bestenliste 4/14 für die CD Adriana Hölszky – ...wie ein gläsernes Meer, mit Feuer gemischt... (Wergo)
- 2018 Schneider-Schott-Musikpreis der Stadt Mainz